# Kristián Mensa
Kristián Mensa (* 21. října 1997 Praha), známý pod uměleckým jménem Mr. Kriss, je český tanečník, ilustrátor a herec. Je vítězem ročníku 2019 „Red Bull Dance Your Style - Česká republika“. Byl zařazen magazínem Huffington Post do žebříčku „20 under 20“ mezi 20 nejnadanějších inovátorů mladé generace z celého světa a také na seznam „nejchytřejších dospívajících na světě“ v roce 2018. O jeho díla se zajímají světové agentury, např. Bored Panda, Designboom, Metro, BuzzFeed.

## Mládí a vzdělání
Kristián Mensa se narodil v roce 1997 v Praze, v rodině s africkými předky. Jeho dědeček pocházel z Kumasi v Ghaně. V dětství se věnoval fotbalu a tenisu, od 8 let chodí do taneční školy Opatow Flavours. Má dva bratry a sestru. Základní vzdělání získal na ZŠ s rozšířenou výukou jazyků K Milíčovu v Praze. V letech 2011 až 2018 navštěvoval pražské Gymnázium Na Vítězné pláni, kde ukončil středoškolské vzdělání maturitou. V roce 2015 se Kristián zúčastnil studijního pobytu na střední škole Arvada High School v Coloradu v USA. Ve školním roce 2018 a 2019 navštěvoval Evropskou univerzitu pro aplikované vědy v Berlíně. Koncem roku 2019 nastoupil na Vysokou školu kreativní komunikace (VŠKK) v Praze, kde studoval vizuální efekty a animaci.

## Kariéra

### Umělecká kariéra
Kristián Mensa zahájil uměleckou kariéru v roce 2015 samostatnou výstavou Brewed Awakenings v Arvadě v Coloradu. V letech 2015 až 2019 vystavoval svá díla v Evropě na několika samostatných i skupinových výstavách. Jeho umělecký přístup je typický využíváním jednoduchých každodenních objektů a témat. Svým vizuálním uměním slaví celosvětový úspěch. Je známý „humanizací architektury“ a vrstvením barevných, hmatatelných objektů a jednoduchých kreseb. V roce 2017 získal cenu za inspiraci – Ynspirology Award v anketě Czech Blog Awards. Samostatné výstavy realizoval v Praze,Bratislavě, Kodani a Frankfurtu nad Mohanem. Na základě své tvorby se dostal v roce 2018 na seznam nadaných mladých inovátorů do 20 let magazínu HuffingtonPost. V témže roce byl také uveden na seznamu nejchytřejších dospívajících na světě podle The Best Schools.
Kristián Mensa spolupracoval s renomovanými značkami jako Heinz, Pilot, Red Bull, Adidas a WWF-UK. Jeho práce byly prezentovány v Bored Panda, Designboom, AKAT TV3, Metro.co.uk, DeMilked,Huffington Post, Buzzfeed, The TAX Collection, MyModernMet, Awesome Inventions, Courrier International, Art-sheep, AfroPunk, Red Bull a ArchDaily.

### Taneční kariéra
Jako tanečník je samouk, především se věnuje breakdance a experimentálnímu tanci. Tancoval v pařížské Bercy i v projektech známých značek. V roce 2014 se Kristián zúčastnil světového finále „King Of The Kidz“ v Amsterdamu, kde skončil mezi 16 nejlepšími. V roce 2017 zvítězil v taneční soutěži „Break Central Vol. III“ v Londýně. Na konci roku 2017 skončil na prvním místě v „Juste Debout“ v Bratislavě a na „Mindless - Experimental Dance Battle“ v Lucembursku.
V rámci soutěže Eurovision Song Contest 2018 v portugalském Lisabonu spolupracoval se zpěvákem Mikolasem Josefem, který reprezentoval Českou republiku. V roce 2018 také účinkoval na „I Love This Dance“ v Paříži ve Francii.
V roce 2019 na „Red Bull Dance Your Style - Česká republika“ Kristián Mensa soutěžil s uměleckým jménem Mr. Kriss. Kvalifikoval se na první světové finále „Red Bull Dance Your Style“, které se konalo v Paříži 12. října 2019. Téhož roku vyhrál „Break Central Vol. V“ v Londýně.
V roce 2020 účinkoval Kristián Mensa ve videoklipu Kylie Minogue k písni „Magic“. Tančil ve videoklipech dalších hudebníků (např. Rita Ora, Skyline a Baynk).
Kristián Mensa je také hercem. V roce 2011 se objevil v pohádce Peklo s princeznou. Účinkoval v českém studentském krátkometrážním dramatu Bo Hai (2017) a hudebním tanečním filmu Backstage (2018).
V roce 2020 natočil režisér, scenárista, dramaturg, producent a spisovatel Adolf Zika film s názvem Who is Mr. Kriss? (Kdo je Mr. Kriss?). O Kristiánovi říká: „Proslavil se po celém světě, jen u nás ho moc neznají a je to opravdová hvězda. Jmenuje se Kristián Mensa.“